# 邵九琳
邵九琳（1931年—），女，黑龙江哈尔滨人，中国舞蹈家，中国舞蹈家协会原副主席。 当年在任中国舞协书记处，曾参与批准中国舞蹈家协会国际标准舞总会于1989年的成立。